# Михайлопільський (ботанічна пам'ятка природи)
Михайлопі́льський (Михайлопі́льський яр) — ботанічна пам'ятка природи загальнодержавного значення в Україні. Об'єкт розташований на території Березівського району Одеської області, на захід від села Михайлополь.
Площа 5,5 га. Статус надано згідно з Постановою Кабінету Міністрів України від 21.03.1984 року № 139. Перебуває у віданні ДП «Ширяївське лісове господарство».
Територія пам'ятки природи охоплює яр, на схилах якого ростуть рідкісні для Одеської області рослини, зокрема: горицвіт весняний, пізньоцвіт анкарський, валеріана лікарська, проліска дволиста, сон чорніючий, а також шафран сітчастий, астрагал шерстистоквітковий і ковила Лессінга — види, занесені до «Червоної книги України».